# Le Bateau de mariage
Pour plus de détails, voir Fiche technique et Distribution.
Le Bateau de mariage est un film dramatique français écrit et réalisé par Jean-Pierre Améris, sorti en 1994.

## Synopsis
En pleine zone libre en automne 1940 vivent un jeune couple marié et deux adolescents tous deux secrètement amoureux.

## Fiche technique
- Titre original : Le Bateau de mariage
- Réalisation : Jean-Pierre Améris
- Scénario : Jean-Pierre Améris, Caroline Bottaro, Jean Gruault et Chantal Richard, d'après le roman de Michel Besnier
- Décors : Jean-Pierre Clech
- Costumes : Danièle Colin-Linard
- Photographie : Yórgos Arvanítis
- Montage : Yves Deschamps
- Son : Georges Prat
- Musique : Pierre Adenot
- Production : Daniel Charrier
- Sociétés de production : Compagnie Lyonnaise de Cinéma ; Rhône-Alpes Cinéma et Arte France Cinéma (coproductions)
- Société de distribution : Les Films du Losange
- Pays de production :  France
- Langues originales : français, langue des signes française
- Format : couleur
- Genre : drame
- Durée : 96 minutes
- Date de sortie : France : 12 janvier 1994

## Distribution
- Florence Pernel : Mauve
- Laurent Grévill : Pierre Tessier
- Marie Bunel : Béatrice
- Thibault Vallat : Charles
- Noémie Churlet : Julie
- Christine Dejoux : la mère de Charles
- Gilles Fisseau : le père de Charles
- François Berléand : le maire
- Daniel Briquet : Lecaux
- Daniel Martin : l'inspecteur
- Loïc Varraut : un agresseur de Charles
- Brigitte Catillon : la mère de Julie
- Gilles Treton : Philippe